# Матей Кантакузин
Матей Асен Кантакузин (на гръцки: Ματθαίος Ασάνης Καντακουζηνός) е византийски император от 1353 до 1357 г. и по-късно деспот на Морея от 1380 до 1383 г.

## Живот
Матей Кантакузин е роден през 1325 г. в семейството на император Йоан VI Кантакузин и Ирина Асенина. По майчина линия е правнук на българския цар Иван Асен III.
През 1353 г., в замяна на подкрепата, която оказва на баща си по време на конфликта му с Йоан V Палеолог, получава част от Тракия като личен апанаж и е провъзгласен за съимператор. От своето тракийско владение Матей води няколко войни срещу Душановото царство. Атаката, за която се приготвя през 1350 г., е спряна от отстъплението на турските съюзници.
В края на 1356 или началото на 1357 г. е разбит от сърбите и пленен с идеята да поискат за него откуп, но съперничещият му император Йоан V Палеолог предлага по-голяма сума, ако му го предадат. Заедно с жена си и децата си Матей е заточен първоначално на остров Тенедос, а след това на Лесбос. През декември 1357 г. е принуден да абдикира и през 1361 г. се мести в Морея, където помага на брат си Мануил Кантакузин в неговото правителство. След смъртта на брат му през 1380 г., Матей Кантакузин управлява Морейското деспотство до назначаването на Тодор I Палеолог за нов управител на Морея през 1381 г. Преди пълното преминаване на властта в Морея от фамилията на Кантакузини към тази на Палеолозите, Матей преотстъпва управлението на сина си Димитър I Кантакузин.
През 1383 г. той се оттегля в манастир, където се отдава на писане на философски и религиозни творби. Не е известна точната дата на смъртта му, предполага се, че е починал между 1383 и 1391 г.

## Семейство
Матей Кантакузин се жени през 1340/1341 г. за Ирина Палеологина, която му ражда пет деца:
- Йоан Кантакузин (ок. 1342 – сл. 1361), деспот
- Димитър I Кантакузин (ок. 1343 – 1383), севастократор и византийски деспот на Морея
- Теодора, монахиня
- Елена Асенина Кантакузина († сл. 1394), омъжена за Луис Фадрике Арагонски († 1382), граф на Салона (Амфиса) и Малта
- Мария Кантакузина, омъжена за Йоан Ласкарис Калоферос, сенатор от кралство Кипър